# Fußball-Club Gelsenkirchen-Schalke 04 1986-1987
Questa voce raccoglie le informazioni riguardanti il Fußball-Club Gelsenkirchen-Schalke 04 nelle competizioni ufficiali della stagione 1986-1987.

## Stagione
Nella stagione 1986-1987 il Schalke, allenato da Rolf Schafstall, concluse il campionato di Bundesliga al 13º posto. In Coppa di Germania il Schalke fu eliminato al primo turno dal Magonza.

## Rosa
| N. |                      | Ruolo | Calciatore            |
| -- | -------------------- | ----- | --------------------- |
|    | Germania (bandiera)  | P     | Walter Junghans       |
|    | Rep. Ceca (bandiera) | P     | Pavel Mačák           |
|    | Italia (bandiera)    | P     | Gianluca Pacchiarotti |
|    | Germania (bandiera)  | D     | Bernard Dietz         |
|    | Germania (bandiera)  | D     | Klaus Fichtel         |
|    | Germania (bandiera)  | D     | Wilfried Hannes       |
|    | Germania (bandiera)  | D     | Michael Jakobs        |
|    | Germania (bandiera)  | D     | Gerhard Kleppinger    |
|    | Germania (bandiera)  | D     | Thomas Kruse          |
|    | Germania (bandiera)  | D     | Michael Prus          |
|    | Germania (bandiera)  | D     | Dietmar Roth          |

| N. |                     | Ruolo | Calciatore        |
| -- | ------------------- | ----- | ----------------- |
|    | Germania (bandiera) | D     | Mathias Schipper  |
|    | Germania (bandiera) | C     | Bernd Dierßen     |
|    | Germania (bandiera) | C     | Michael Opitz     |
|    | Germania (bandiera) | C     | Wolfgang Patzke   |
|    | Germania (bandiera) | C     | Stephan Täuber    |
|    | Germania (bandiera) | A     | André Bistram     |
|    | Germania (bandiera) | A     | Carsten Marquardt |
|    | Germania (bandiera) | A     | Michael Skibbe    |
|    | Germania (bandiera) | A     | Klaus Täuber      |
|    | Germania (bandiera) | A     | Olaf Thon         |
|    | Germania (bandiera) | A     | Jürgen Wegmann    |

## Organigramma societario
Area tecnica
- Allenatore: Rolf Schafstall
- Allenatore in seconda:
- Preparatore dei portieri:
- Preparatori atletici:

## Calciomercato

### Sessione estiva
| Acquisti | Acquisti              | Acquisti            | Acquisti |
| R.       | Nome                  | da                  | Modalità |
| -------- | --------------------- | ------------------- | -------- |
| C        | Wolfgang Patzke       | Bayer Leverkusen    |          |
| A        | André Bistram         | Holstein Kiel       |          |
| C        | Bernd Grabosch        | Fortuna Colonia     |          |
| D        | Wilfried Hannes       | Borussia M'gladbach |          |
| P        | Gianluca Pacchiarotti | Casertana           |          |
| D        | Michael Prus          | VfB Rheine          |          |
| A        | Jürgen Wegmann        | Borussia Dortmund   |          |

| Cessioni | Cessioni               | Cessioni          | Cessioni |
| R.       | Nome                   | a                 | Modalità |
| -------- | ---------------------- | ----------------- | -------- |
| C        | Bernd Grabosch         | Kickers Stoccarda |          |
| A        | Ralf Regenbogen        | Rot-Weiss Essen   |          |
| C        | Frank Hartmann         | Kaiserslautern    |          |
| C        | Guido Naumann          | Wattenscheid 09   |          |
| A        | Dieter Schatzschneider | Fortuna Colonia   |          |

### Sessione invernale
| Acquisti | Acquisti | Acquisti | Acquisti |
| R.       | Nome     | da       | Modalità |
| -------- | -------- | -------- | -------- |

| Cessioni | Cessioni | Cessioni | Cessioni |
| R.       | Nome     | a        | Modalità |
| -------- | -------- | -------- | -------- |

## Risultati

### Bundesliga

#### Girone di andata
| Arbitro: | Wittke |

|                                       |           |                         |
| Schreier 16’ Patzke 64’, 78’ Waas 82’ | Marcatori | 11’ Dierßen 88’ Bistram |

| Arbitro: | Osmers |

|                            |           |            |
| Bistram 7’ Jakobs 17’, 87’ | Marcatori | 60’ Kohler |

| Arbitro: | Schmidhuber |

|              |           |          |
| Wójcicki 62’ | Marcatori | 89’ Thon |

| Arbitro: | Jupe |

|                        |           |                |
| Bistram 51’ Täuber 67’ | Marcatori | 39’ Buttgereit |

| Arbitro: | Föckler |

|                                                       |           |  |
| Zietsch 11’ Sigurvinsson 43’ Klinsmann 59’ Merkle 87’ | Marcatori |  |

| Arbitro: | Werner |

|                                         |           |  |
| Kleppinger 60’ Schipper 62’ Bistram 80’ | Marcatori |  |

| Arbitro: | Brückner |

|                     |           |                |
| Kleppinger 62’, 84’ | Marcatori | 59’ Pagelsdorf |

| Arbitro: | Neuner |

|                                      |           |                                              |
| Blättel 3’ Bockenfeld 49’ Dusend 67’ | Marcatori | 7’ Thon 13’ Wegmann 43’ Dierßen 45’ Schipper |

| Arbitro: | Brehm |

|                       |           |                                  |
| Opitz 16’ Wegmann 26’ | Marcatori | 45’ Wollitz 53’, 61’, 75’ Allofs |

| Arbitro: | Umbach |

|                              |           |            |
| Philipkowski 18’ Schwabl 41’ | Marcatori | 83’ Täuber |

| Arbitro: | Bruch |

|                         |           |            |
| Beiersdorfer 82’ (aut.) | Marcatori | 25’ Jusufi |

| Arbitro: | Schmidhuber |

|                                  |           |             |
| Hartmann 19’, 22’, 53’, 73’, 90’ | Marcatori | 27’ Wegmann |

| Arbitro: | Scheuerer |

|             |           |                        |
| Wegmann 58’ | Marcatori | 61’ Rahn 85’ Frontzeck |

| Brema 14 novembre 1986, ore 20:00 CET 14ª giornata | Werder Brema | 0 – 0 referto | Schalke 04 | Weserstadion (26 000 spett.)\| Arbitro: \| Boos \| |
| Arbitro:                                           | Boos         |               |            |                                                    |

| Gelsenkirchen 22 novembre 1986, ore 15:30 CET 15ª giornata | Schalke 04  | 0 – 0 referto | Bochum | Parkstadion (16 400 spett.)\| Arbitro: \| Ahlenfelder \| |
| Arbitro:                                                   | Ahlenfelder |               |        |                                                          |

| Arbitro: | Heitmann |

|  |           |          |
|  | Marcatori | 86’ Thon |

| Arbitro: | Gabor |

|                       |           |                              |
| Hannes 23’ Täuber 47’ | Marcatori | 49’ Matthäus 82’ Augenthaler |

#### Girone di ritorno
| Arbitro: | Schmidhuber |

|             |           |                             |
| Wegmann 53’ | Marcatori | 55’ Cha 68’ (rig.) Schreier |

| Arbitro: | Mierswa |

|                        |           |  |
| Gaudino 19’ Walter 89’ | Marcatori |  |

| Arbitro: | Schäfer |

|                                         |           |  |
| Bistram 74’, 82’ Täuber 76’ (rig.), 90’ | Marcatori |  |

| Krefeld 21 marzo 1987, ore 15:30 CET 21ª giornata | Bayer Uerdingen | 0 – 0 referto | Schalke 04 | Grotenburg Stadion (13 000 spett.)\| Arbitro: \| Matheis \| |
| Arbitro:                                          | Matheis         |               |            |                                                             |

| Arbitro: | Zimmermann |

|                  |           |               |
| Wegmann 14’, 80’ | Marcatori | 90’ Klinsmann |

| Berlino 4 aprile 1987, ore 15:30 CEST 23ª giornata | Blau-Weiß Berlin | 0 – 0 referto | Schalke 04 | Stadio Olimpico (13 577 spett.)\| Arbitro: \| Neuner \| |
| Arbitro:                                           | Neuner           |               |            |                                                         |

| Arbitro: | Osmers |

|           |           |  |
| Dickel 8’ | Marcatori |  |

| Arbitro: | Assenmacher |

|                                                    |           |                             |
| Jakobs 51’ Thon 59’ (rig.) Bistram 74’ Wegmann 89’ | Marcatori | 63’ (rig.) Weikl 65’ Kaiser |

| Arbitro: | Wiesel |

|                            |           |                       |
| Engels 18’ Allofs 21’, 79’ | Marcatori | 19’ Wegmann 90’ Kruse |

| Arbitro: | Dellwing |

|                         |           |                                                 |
| Thon 60’ Kleppinger 82’ | Marcatori | 8’ Reuter 29’ Eckstein 68’ Brunner 84’ Andersen |

| Arbitro: | Föckler |

|                                               |           |  |
| von Heesen 5’ Balzis 51’ Jusufi 55’ Kastl 73’ | Marcatori |  |

| Arbitro: | Wittke |

|                          |           |                          |
| Thon 9’, 81’ Bistram 31’ | Marcatori | 30’ Hartmann 48’ Allievi |

| Arbitro: | Tritschler |

|                                      |           |               |
| Hochstätter 59’ Rahn 63’, 74’ (rig.) | Marcatori | 58’ Marquardt |

| Arbitro: | Scheuerer |

|               |           |  |
| Marquardt 16’ | Marcatori |  |

| Arbitro: | Weber |

|            |           |          |
| Schulz 83’ | Marcatori | 67’ Thon |

| Arbitro: | Föckler |

|                                       |           |                 |
| Dierßen 52’ Marquardt 79’ Wegmann 87’ | Marcatori | 70’ Falkenmayer |

| Arbitro: | Heitmann |

|               |           |  |
| Nachtweih 88’ | Marcatori |  |

### Coppa di Germania
| Arbitro: | Schäfer |

|                |           |  |
| Schuhmacher 8’ | Marcatori |  |

## Statistiche

### Statistiche di squadra
| Competizione      | Punti | In casa | In casa | In casa | In casa | In casa | In casa | In trasferta | In trasferta | In trasferta | In trasferta | In trasferta | In trasferta | Totale | Totale | Totale | Totale | Totale | Totale | DR |
| Competizione      | Punti | G       | V       | N       | P       | Gf      | Gs      | G            | V            | N            | P            | Gf           | Gs           | G      | V      | N      | P      | Gf     | Gs     | DR |
| ----------------- | ----- | ------- | ------- | ------- | ------- | ------- | ------- | ------------ | ------------ | ------------ | ------------ | ------------ | ------------ | ------ | ------ | ------ | ------ | ------ | ------ | -- |
| Bundesliga        | 32    | 17      | 10      | 3       | 4       | 36      | 24      | 17           | 2            | 5            | 10           | 14           | 34           | 34     | 12     | 8      | 14     | 50     | 58     | -8 |
| Coppa di Germania | -     | 0       | 0       | 0       | 0       | 0       | 0       | 1            | 0            | 0            | 1            | 0            | 1            | 1      | 0      | 0      | 1      | 0      | 1      | -1 |
| Totale            | 32    | 17      | 10      | 3       | 4       | 36      | 24      | 18           | 2            | 5            | 11           | 14           | 35           | 35     | 12     | 8      | 15     | 50     | 59     | -9 |

### Andamento in campionato
| Giornata  | 1  | 2 | 3  | 4 | 5  | 6 | 7 | 8 | 9 | 10 | 11 | 12 | 13 | 14 | 15 | 16 | 17 | 18 | 19 | 20 | 21 | 22 | 23 | 24 | 25 | 26 | 27 | 28 | 29 | 30 | 31 | 32 | 33 | 34 |
| --------- | -- | - | -- | - | -- | - | - | - | - | -- | -- | -- | -- | -- | -- | -- | -- | -- | -- | -- | -- | -- | -- | -- | -- | -- | -- | -- | -- | -- | -- | -- | -- | -- |
| Luogo     | T  | C | T  | C | T  | C | C | T | C | T  | C  | T  | C  | T  | C  | T  | C  | C  | T  | C  | T  | C  | T  | T  | C  | T  | C  | T  | C  | T  | C  | T  | C  | T  |
| Risultato | P  | V | N  | V | P  | V | V | V | P | P  | N  | P  | P  | N  | N  | V  | N  | P  | P  | V  | N  | V  | N  | P  | V  | P  | P  | P  | V  | P  | V  | N  | V  | P  |
| Posizione | 13 | 9 | 11 | 8 | 12 | 8 | 6 | 6 | 7 | 9  | 9  | 10 | 13 | 13 | 13 | 10 | 11 | 12 | 14 | 12 | 13 | 11 | 11 | 12 | 11 | 12 | 12 | 13 | 12 | 13 | 13 | 13 | 12 | 13 |

Legenda:

Luogo: C = Casa; T = Trasferta. Risultato: V = Vittoria; N = Pareggio; P = Sconfitta.

### Statistiche dei giocatori
| Giocatore       | Bundesliga | Bundesliga | Bundesliga  | Bundesliga | Coppa di Germania | Coppa di Germania | Coppa di Germania | Coppa di Germania | Totale   | Totale | Totale      | Totale     |
| Giocatore       | Presenze   | Reti       | Ammonizioni | Espulsioni | Presenze          | Reti              | Ammonizioni       | Espulsioni        | Presenze | Reti   | Ammonizioni | Espulsioni |
| --------------- | ---------- | ---------- | ----------- | ---------- | ----------------- | ----------------- | ----------------- | ----------------- | -------- | ------ | ----------- | ---------- |
| A. Bistram      | 32         | 8          | 2           | 0          | 1                 | 0                 | 0                 | 0                 | 33       | 8      | 2           | 0          |
| B. Dierßen      | 22         | 3          | 1           | 0          | 0                 | 0                 | 0                 | 0                 | 22       | 3      | 1           | 0          |
| B. Dietz        | 8          | 0          | 0           | 0          | 1                 | 0                 | 0                 | 0                 | 9        | 0      | 0           | 0          |
| K. Fichtel      | 3          | 0          | 0           | 0          | 0                 | 0                 | 0                 | 0                 | 3        | 0      | 0           | 0          |
| B. Grabosch     | 11         | 0          | 1           | 0          | 1                 | 0                 | 0                 | 0                 | 12       | 0      | 1           | 0          |
| W. Hannes       | 27         | 1          | 5           | 0          | 0                 | 0                 | 0                 | 0                 | 27       | 1      | 5           | 0          |
| M. Jakobs       | 32         | 3          | 3           | 0          | 1                 | 0                 | 0                 | 0                 | 33       | 3      | 3           | 0          |
| W. Junghans     | 24         | 0          | 0           | 0          | 1                 | 0                 | 0                 | 0                 | 25       | 0      | 0           | 0          |
| G. Kleppinger   | 33         | 4          | 2           | 0          | 1                 | 0                 | 0                 | 0                 | 34       | 4      | 2           | 0          |
| T. Kruse        | 29         | 1          | 2           | 0          | 1                 | 0                 | 1                 | 0                 | 30       | 1      | 3           | 0          |
| C. Marquardt    | 13         | 3          | 1           | 0          | 0                 | 0                 | 0                 | 0                 | 13       | 3      | 1           | 0          |
| P. Mačák        | 11         | 0          | 0           | 0          | 0                 | 0                 | 0                 | 0                 | 11       | 0      | 0           | 0          |
| M. Opitz        | 21         | 1          | 0           | 0          | 0                 | 0                 | 0                 | 0                 | 21       | 1      | 0           | 0          |
| G. Pacchiarotti | 0          | 0          | 0           | 0          | 0                 | 0                 | 0                 | 0                 | 0        | 0      | 0           | 0          |
| W. Patzke       | 7          | 0          | 1           | 0          | 0                 | 0                 | 0                 | 0                 | 7        | 0      | 1           | 0          |
| M. Prus         | 10         | 0          | 0           | 0          | 1                 | 0                 | 0                 | 0                 | 11       | 0      | 0           | 0          |
| R. Regenbogen   | 6          | 0          | 0           | 0          | 1                 | 0                 | 0                 | 0                 | 7        | 0      | 0           | 0          |
| D. Roth         | 26         | 0          | 1           | 0          | 1                 | 0                 | 0                 | 0                 | 27       | 0      | 1           | 0          |
| M. Schipper     | 23         | 2          | 7           | 0          | 1                 | 0                 | 0                 | 0                 | 24       | 2      | 7           | 0          |
| M. Skibbe       | 0          | 0          | 0           | 0          | 1                 | 0                 | 0                 | 0                 | 1        | 0      | 0           | 0          |
| O. Thon         | 33         | 8          | 5           | 0          | 1                 | 0                 | 0                 | 0                 | 34       | 8      | 5           | 0          |
| K. Täuber       | 25         | 5          | 4           | 0          | 0                 | 0                 | 0                 | 0                 | 25       | 5      | 4           | 0          |
| S. Täuber       | 8          | 0          | 0           | 0          | 0                 | 0                 | 0                 | 0                 | 8        | 0      | 0           | 0          |
| J. Wegmann      | 28         | 10         | 1           | 0          | 0                 | 0                 | 0                 | 0                 | 28       | 10     | 1           | 0          |